# Castello di Montalera
Il castello di Montalera è una castello fortificato del X secolo sito su di un'altura, affacciata sul lago Trasimeno, nei pressi di Panicale in provincia di Perugia.
Il toponimo Montalera è fatto risalire dagli eruditi sette - ottocenteschi ad una accezione mitologica greca: il monte di Era, monte cioè dedicato, sin dall'epoca etrusca, ad Hera (Giunone), la sposa di Zeus (Giove) il re dell'Olimpo.